# 特罗伊茨克行政区
特罗伊茨克行政区（羅馬化：Troitsky administrativny okrug），位於俄罗斯莫斯科的行政区。面积1060平方公里，人口86,752人（2010年統計）。该行政区成立于2012年7月，由原莫斯科州的特罗伊茨克镇以及纳罗-福明斯克区、波多利斯克区的部分地区组建而成。

## 行政區劃
特罗伊茨克行政区劃分為10个区。